# Prealpi di Stiria
Le Prealpi di Stiria (in tedesco Steirisches Randgebirge, letteralmente Steirische Voralpen) sono una sezione delle Alpi. La cima più elevata è l'Ameringkogel (2184 m).
Le Prealpi di Stiria si trovano principalmente in Austria (Stiria, Carinzia, Burgenland e Bassa Austria), parzialmente in Slovenia e, marginalmente, in Ungheria.

## Classificazione
La Partizione delle Alpi definisce la sezione n. 25, denominata "Prealpi di Stiria", con confini ampiamente coincidenti con la corrispondente sezione della SOIUSA.
Secondo la classificazione tedesca dell'AVE esse sono suddivise in parte nelle Alpi della Lavanttal ed in parte nelle Prealpi ad est della Mura.
La SOIUSA vede le Prealpi di Stiria come una sezione che ha come codice: II/A-20.

## Delimitazioni
Confinano a nord-ovest con le Alpi Settentrionali di Stiria separate dal Semmering Sattel; a nord-est si stemperano nel Bacino di Vienna; ad est si stemperano nella Pianura Pannonica; a sud confinano con le Prealpi Slovene e separate dalla Drava; ad ovest confinano con le Alpi di Stiria e Carinzia e le Alpi dei Tauri orientali.

## Suddivisione
Secondo la SOIUSA si suddividono in due settori di sezione, quattro sottosezioni e dodici supergruppi:
- Prealpi occidentali di Stiria
  - Prealpi nord-occidentali di Stiria
    - Stubalpe i.s.a.
    - Gleinalpe
    - Monti occidentali di Graz

  - Prealpi sud-occidentali di Stiria
    - Koralpe
    - Monti del Reinischkögel
    - Kobansko

- Prealpi centro-orientali di Stiria
  - Prealpi centrali di Stiria
    - Alpi di Fischbach
    - Monti orientali di Graz

  - Prealpi orientali di Stiria
    - Catena Wechsel-Joglland
    - Bucklige Welt
    - Monti di Bernstein e di Kőszeg/Güns
    - Monti di Rosalien e di Sopron/Ödenburg